# Mount Alverstone
Mount Alverstone je hora v pohoří svatého Eliáše na hranicích Aljašky a Yukonu, ve Spojených státech amerických a Kanadě.
S nadmořskou výškou 4 420 m je dvanáctou nejvyšší horou Spojených států a stejně tak dvanáctou nejvyšší horou Kanady. Nachází se na hranicích národních parků Wrangell-St. Elias a Kluane, necelých 5 kilometrů severně od hory Mount Hubbard.